# South Hill (Nova York)
South Hill és una concentració de població designada pel cens dels Estats Units a l'estat de Nova York. Segons el cens del 2000 tenia 6.003 habitants.

## Demografia
Segons el cens del 2000, South Hill tenia 6.003 habitants, 1.073 habitatges, i 491 famílies. La densitat de població era de 392,2 habitants per km².
Dels 1.073 habitatges en un 22,6% hi vivien nens de menys de 18 anys, en un 37,9% hi vivien parelles casades, en un 5% dones solteres, i en un 54,2% no eren unitats familiars. En el 31,6% dels habitatges hi vivien persones soles el 15,9% de les quals corresponia a persones de 65 anys o més que vivien soles. El nombre mitjà de persones vivint en cada habitatge era de 2,44 i el nombre mitjà de persones que vivien en cada família era de 2,9.
Per edats la població es repartia de la següent manera: un 7,1% tenia menys de 18 anys, un 69,3% entre 18 i 24, un 9,2% entre 25 i 44, un 8,6% de 45 a 60 i un 5,7% 65 anys o més.
L'edat mediana era de 20 anys. Per cada 100 dones de 18 o més anys hi havia 82,3 homes.
La renda mediana per habitatge era de 43.868 $ i la renda mediana per família de 66.364 $. Els homes tenien una renda mediana de 44.500 $ mentre que les dones 28.491 $. La renda per capita de la població era d'11.495 $. Cap de les famílies i el 23,1% de la població estaven per davall del llindar de pobresa.